# Kolizní norma
Kolizní norma (na jejíž aplikaci je založená kolizní metoda) je v oblasti mezinárodního práva soukromého zvláštní případ právní normy, jejímž prostřednictvím stát ve svém právním řádu upravuje problematiku soukromoprávních vztahů s mezinárodním prvkem. Kolizní norma chápe s výjimkou výhrady veřejného pořádku vlastní i cizí právní řád jako rovné a řeší střety (kolize) právních řádů dotčených států tím, že umožňuje určit, kterým právním řádem se konkrétní právní vztah s mezinárodním prvkem řídí. Jde o tzv. rozhodný právní řád (lex causae).
Oproti přímé normě a na ní založené přímé metodě kolizní norma neupravuje přímo práva a povinnosti účastníků, ale podle nastavených kritérií (tzv. hraničních určovatelů či hraničních ukazatelů) určí rozhodný právní řád; upravuje tedy vztahy nepřímo prostřednictvím nalezení hmotněprávních norem určitého právního řádu. Kolizní metoda je využitelná pro úpravu všech vztahů upravovaných mezinárodním právem soukromým a proto je zde považována za obecný způsob úpravy. Základním pramenem kolizních norem v českém právním řádu byl zákon č. 97/1963 Sb., o mezinárodním právu soukromém a procesním, nahrazený od 1. ledna 2014 zákonem č. 91/2012 Sb., o mezinárodním právu soukromém.

## Postup při použití kolizních norem
Použití kolizních norem má obvyklou posloupnost, podle které soud při řešení situace postupuje:
1. konstatování příslušnosti soudu (např. podle ustanovení nařízení Brusel I, Brusel II či zákona o mezinárodním právu soukromém)
2. kvalifikace - posouzení skutkových stavů k podřazení pod kolizní normy
3. podřazení situace pod kolizní normy (např. nařízení Řím I, Řím II či zákon o mezinárodním právu soukromém)
4. nalezení právního řádu na základě kolizní normy
5. použití nalezeného právního řádu a zohlednění imperativních norem
6. příp. uplatnění výhrady veřejného pořádku

## Třídění kolizních norem
- normy dvoustranné (hraniční určovatel navazuje na kterýkoliv řád - norma obrácena do tuzemska i do ciziny) a jednostranné (jen vymezuje oblast použití tuzemského řádu)
- normy moderně formulované (ke vztahu se hledá právní řád) a formulované pod vlivem statutární teorie (k předpisu se hledají vztahy, na které se použije)
- normy samostatné (norma si pro určení řádu vystačí sama) a nesamostatné (k určení řádu je třeba dalších norem)
- normy dispozitivní (umožňují nahrazení vůlí stran) a kogentní (uplatní se bez ohledu na vůli stran)

## Struktura kolizní normy
Strukturu kolizní normy tvoří:
- rozsah – určuje okruh právních otázek, na které se vztahuje
- navázání – určuje právní řád (obsahuje hraničního určovatele)

## Hraniční určovatelé
V navázání kolizní normy je vždy použit nějaký typ hraničního určovatele, který určí v dané věci použitelný právní řád. Jde zejména o tyto:
- lex electa – podle volby účastníků
- lex fori – sídlo soudu
- lex patriae – státní příslušnost účastníka
- lex domicilii – bydliště nebo sídlo účastníka
- lex incorporationis – právní řád, podle něhož byl účastník (právnická osoba) založen
- lex rei sitae – poloha věci
- lex loci actus – místo úkonu
- lex loci conclusionis contractus – místo uzavření smlouvy
- lex loci solutionis – místo plnění závazku
- lex loci laboris – místo výkonu práce
- lex loci delicti comissi – zákon místa deliktu
- lex loci damni infecti – místo vzniku škody
- lex loci destinationis – místo určení odeslané věci
- lex loci expeditionis – místo odeslání věci
- lex banderae – stát vlajky lodi

Hraničním určovatelem může být pro odvozené (akcesorické) právní vztahy i lex causae.